# Antonio Elizalde
Antonio Elizalde Lamar (voluit: Jorge Antonio de Elizalde y La Mar) (Guayaquil, 23 april 1795 - aldaar, 24 mei 1862) was een Ecuadoraans generaal, politicus en onafhankelijkheidsstrijder.
Elizalde Lamar werd op 23 april 1795 geboren als zoon van kolonel Juan Bautista Elizalde en María Josefa Justa Rufina La Mar. Hij had twee broers en een zus. (Een oudere zus stierf een jaar na haar geboorte, nog voordat Elizalde Lamar geboren werd. Een jonger zusje stierf twee jaar na haar geboorte.)

## Militaire carrière
In 1820 trad hij, samen met zijn oudere broer Juan Francisco Elizalde, toe tot een kleine groep patriotten die streefden naar onafhankelijkheid van Guayaquil van het Spaanse Rijk. Op 9 oktober van dat jaar maakte hij deel uit van de groep die Guayaquil onafhankelijk verklaarde, als eerste stad van het huidige Ecuador. De burgers van de stad wisten met hulp van een Peruaans leger de Spaanse troepen te overwinnen, welhaast zonder enig bloedvergieten. Elizalde Lamar maakte deel uit van de ondertekenaars van de onafhankelijkheidsverklaring.
In 1821 vocht hij onder gezag van generaal Antonio José de Sucre in de campagne waarmee Quito moest worden veroverd. Bij de Tweede Slag om Huachi in september dat jaar raakte hij door twee speerwonden verlamd aan zijn rechterarm. In 1822 vocht hij in de Slag bij Pichincha en in 1824 nam hij deel aan de beslissende veldslag tegen de Spaanse troepen bij Ayacucho in Peru.
Toen de Republiek Ecuador in 1830 eenmaal was gevestigd, benoemde president Juan José Flores hem tot hoofd van de Generale Staf, maar in 1845 leidde Elizalde samen met luitenant-kolonel Fernándo Ayarza de Maartrevolutie van Ecuador (Revolución marcista of Revolución de Marzo) die het einde inluidde van het presidentschap van Flores.

## Leven als politicus
Tijdens het daaropvolgende presidentschap van Vicente Ramón Roca werd hij benoemd tot gouverneur van de provincie Guayas, en werd hij gekozen tot senator van de republiek.
Op 20 februari 1850 nam hij samen met Diego María de Noboa y Arteta deel aan een opstand tegen toenmalig president Manuel de Ascásubi. Na het aftreden van Ascásubi op 10 juni 1850 was er sprake van dat Elizalde het als presidentskandidaat zou opnemen tegen De Noboa. Hij zag daar echter van af uit vrees dat Ecuador anders in een burgeroorlog zou vervallen, en hij steunde de kandidatuur van De Noboa.
Elizalde stierf op 24 mei 1862 te Guayaqil.